# Freed from Desire
Freed from Desire је сингл италијанске кантауторке Гале из 1996. године са њеног дебитантског албума "Come into My Life". Текст су на енглеском језику написали Гала, Маурицио Молета и Филипо Андреа Кармани. Била је својевремено најпопуларнија песма у Француској, Белгији (и у Валонији и у Фландрији), док је у Галиној родној Италији, и у Уједињеном Краљевству била друга.

## Историја
У време настанка песме Гала је напустила Италију и преселила се у Њујорк, пошто је навела да је Италија превише патријахално и мачо окружење за њу. Пре ове песме је написала текст за песму Everyone has inside, за коју је снимила демо касету коју је послала да се пушта у Европи. Након што је независна италијанска медијска кућа "Do It Yourself Records" чула за песму, контактирали су Галу, и уговорили су снимање песме Freed from Desire у Лондону. Песму је онда промовисао такозвани француски краљ евроденса Анри Белоло, и песма је убрзо стекла велику популарност у тој земљи. Спот за песму је снимљен у Шпајхерштату, старој градској четврти  Хамбурга, а режисер је била немачка режисерка и фотограф Нина Бетел.
Песма је убрзо постала хит, а као неформалну химну су је преузели и припадници LGBT заједнице, као и у спортовима попут фудбала и рагбија. Гала је рекла да песма представља живот који није материјалан, већ испуњен смислом. Стих песме који се често мења и користи у разним обрадама песме у оригиналу гласи: "Freed from Desire, mind and senses purified"

## Употреба у фудбалу
Обраде ове песме од стране фудбалских навијача су започеле око 2011. на Британским острвима. Априла 2011. током дербија између Слајго роверса и Бохимијанса су гостујући навијачи Бохимијанса певали измењену верзију песме која је гласила: "The Bohs have got no money, we've got a bag of E's", уз неизмењени остатак песме. Навијачи Стивениџа су 2012. скандирали свом крилном нападачу Луку Фримену: "Freeman's on fire, your right back is terrified!", да би током 2016. навијачи Њукасл јунајтеда скандирали Александру Митровићу: "Mitro's on fire, your defence is terrified", што су након Митровићевог трансфера у Фулам њихови навијачи наставили да користе.
Популарност је знатно порасла након што је навијач Виган Атлетика, Шон Кенеди, 7. маја 2016. на Јутјубу окачио видео снимак у коме је обрадио неколико песама у част Вигановог нападача Вила Грига, од којих је на крају била управо ова песма. Снимак је постао виралан, а клуб је Кенедију дао бесплатну сезонску карту. Навијачи Северне Ирске су на Европском првенству те године такође певали ту песму пошто Вил Григ наступа за њих. После тога су и навијачи Енглеске и Француске прилагођавали песму за Џејмија Вардија и Антоана Гризмана.
Сама певачица је изразила одобравање што се песма користи у спортске сврхе, и рекла је да је "прелепа ствар то што песма има енергију сама по себи".